# バチカンテレビジョンセンター
バチカンテレビジョンセンター（Centro Televisivo Vaticano）は、ローマ教皇庁によって運営されているカトリック教会の公式テレビジョン放送局である。バチカン市国の国営放送であり、カトリックの宗教放送でもある。

## 概要
バチカン市国の国営テレビ局である為、内容は基本的にはバチカン市国国内の情勢についての番組で占められる。他にローマ教皇の動向や、世界のカトリック教会の活動に関する内容も放送される。
チャンネルはバチカン市国の地上波UHF第45チャンネルを物理チャンネル（論理チャンネル555ch)として放送されているほか、衛星放送やインターネット配信も行われている。